# Prímszámok listája
Végtelen sok prímszám van. Az első lista az első 1000-et tartalmazza, melyet a különböző nevezetes prímszámtípusok listái követnek ábécésorrendben.

## Az első 1000 prímszám
Ebben a táblázatban az első 1000 prímszám szerepel, sorról-sorra 20 oszlopban követik egymást a számok, 50 soron keresztül. 
|          | 1    | 2    | 3    | 4    | 5    | 6    | 7    | 8    | 9    | 10   | 11   | 12   | 13   | 14   | 15   | 16   | 17   | 18   | 19   | 20   |
| -------- | ---- | ---- | ---- | ---- | ---- | ---- | ---- | ---- | ---- | ---- | ---- | ---- | ---- | ---- | ---- | ---- | ---- | ---- | ---- | ---- |
| 1–20     | 2    | 3    | 5    | 7    | 11   | 13   | 17   | 19   | 23   | 29   | 31   | 37   | 41   | 43   | 47   | 53   | 59   | 61   | 67   | 71   |
| 21–40    | 73   | 79   | 83   | 89   | 97   | 101  | 103  | 107  | 109  | 113  | 127  | 131  | 137  | 139  | 149  | 151  | 157  | 163  | 167  | 173  |
| 41–60    | 179  | 181  | 191  | 193  | 197  | 199  | 211  | 223  | 227  | 229  | 233  | 239  | 241  | 251  | 257  | 263  | 269  | 271  | 277  | 281  |
| 61–80    | 283  | 293  | 307  | 311  | 313  | 317  | 331  | 337  | 347  | 349  | 353  | 359  | 367  | 373  | 379  | 383  | 389  | 397  | 401  | 409  |
| 81–100   | 419  | 421  | 431  | 433  | 439  | 443  | 449  | 457  | 461  | 463  | 467  | 479  | 487  | 491  | 499  | 503  | 509  | 521  | 523  | 541  |
| 101–120  | 547  | 557  | 563  | 569  | 571  | 577  | 587  | 593  | 599  | 601  | 607  | 613  | 617  | 619  | 631  | 641  | 643  | 647  | 653  | 659  |
| 121–140  | 661  | 673  | 677  | 683  | 691  | 701  | 709  | 719  | 727  | 733  | 739  | 743  | 751  | 757  | 761  | 769  | 773  | 787  | 797  | 809  |
| 141–160  | 811  | 821  | 823  | 827  | 829  | 839  | 853  | 857  | 859  | 863  | 877  | 881  | 883  | 887  | 907  | 911  | 919  | 929  | 937  | 941  |
| 161–180  | 947  | 953  | 967  | 971  | 977  | 983  | 991  | 997  | 1009 | 1013 | 1019 | 1021 | 1031 | 1033 | 1039 | 1049 | 1051 | 1061 | 1063 | 1069 |
| 181–200  | 1087 | 1091 | 1093 | 1097 | 1103 | 1109 | 1117 | 1123 | 1129 | 1151 | 1153 | 1163 | 1171 | 1181 | 1187 | 1193 | 1201 | 1213 | 1217 | 1223 |
| 201–220  | 1229 | 1231 | 1237 | 1249 | 1259 | 1277 | 1279 | 1283 | 1289 | 1291 | 1297 | 1301 | 1303 | 1307 | 1319 | 1321 | 1327 | 1361 | 1367 | 1373 |
| 221–240  | 1381 | 1399 | 1409 | 1423 | 1427 | 1429 | 1433 | 1439 | 1447 | 1451 | 1453 | 1459 | 1471 | 1481 | 1483 | 1487 | 1489 | 1493 | 1499 | 1511 |
| 241–260  | 1523 | 1531 | 1543 | 1549 | 1553 | 1559 | 1567 | 1571 | 1579 | 1583 | 1597 | 1601 | 1607 | 1609 | 1613 | 1619 | 1621 | 1627 | 1637 | 1657 |
| 261–280  | 1663 | 1667 | 1669 | 1693 | 1697 | 1699 | 1709 | 1721 | 1723 | 1733 | 1741 | 1747 | 1753 | 1759 | 1777 | 1783 | 1787 | 1789 | 1801 | 1811 |
| 281–300  | 1823 | 1831 | 1847 | 1861 | 1867 | 1871 | 1873 | 1877 | 1879 | 1889 | 1901 | 1907 | 1913 | 1931 | 1933 | 1949 | 1951 | 1973 | 1979 | 1987 |
| 301–320  | 1993 | 1997 | 1999 | 2003 | 2011 | 2017 | 2027 | 2029 | 2039 | 2053 | 2063 | 2069 | 2081 | 2083 | 2087 | 2089 | 2099 | 2111 | 2113 | 2129 |
| 321–340  | 2131 | 2137 | 2141 | 2143 | 2153 | 2161 | 2179 | 2203 | 2207 | 2213 | 2221 | 2237 | 2239 | 2243 | 2251 | 2267 | 2269 | 2273 | 2281 | 2287 |
| 341–360  | 2293 | 2297 | 2309 | 2311 | 2333 | 2339 | 2341 | 2347 | 2351 | 2357 | 2371 | 2377 | 2381 | 2383 | 2389 | 2393 | 2399 | 2411 | 2417 | 2423 |
| 361–380  | 2437 | 2441 | 2447 | 2459 | 2467 | 2473 | 2477 | 2503 | 2521 | 2531 | 2539 | 2543 | 2549 | 2551 | 2557 | 2579 | 2591 | 2593 | 2609 | 2617 |
| 381–400  | 2621 | 2633 | 2647 | 2657 | 2659 | 2663 | 2671 | 2677 | 2683 | 2687 | 2689 | 2693 | 2699 | 2707 | 2711 | 2713 | 2719 | 2729 | 2731 | 2741 |
| 401–420  | 2749 | 2753 | 2767 | 2777 | 2789 | 2791 | 2797 | 2801 | 2803 | 2819 | 2833 | 2837 | 2843 | 2851 | 2857 | 2861 | 2879 | 2887 | 2897 | 2903 |
| 421–440  | 2909 | 2917 | 2927 | 2939 | 2953 | 2957 | 2963 | 2969 | 2971 | 2999 | 3001 | 3011 | 3019 | 3023 | 3037 | 3041 | 3049 | 3061 | 3067 | 3079 |
| 441–460  | 3083 | 3089 | 3109 | 3119 | 3121 | 3137 | 3163 | 3167 | 3169 | 3181 | 3187 | 3191 | 3203 | 3209 | 3217 | 3221 | 3229 | 3251 | 3253 | 3257 |
| 461–480  | 3259 | 3271 | 3299 | 3301 | 3307 | 3313 | 3319 | 3323 | 3329 | 3331 | 3343 | 3347 | 3359 | 3361 | 3371 | 3373 | 3389 | 3391 | 3407 | 3413 |
| 481–500  | 3433 | 3449 | 3457 | 3461 | 3463 | 3467 | 3469 | 3491 | 3499 | 3511 | 3517 | 3527 | 3529 | 3533 | 3539 | 3541 | 3547 | 3557 | 3559 | 3571 |
| 501–520  | 3581 | 3583 | 3593 | 3607 | 3613 | 3617 | 3623 | 3631 | 3637 | 3643 | 3659 | 3671 | 3673 | 3677 | 3691 | 3697 | 3701 | 3709 | 3719 | 3727 |
| 521–540  | 3733 | 3739 | 3761 | 3767 | 3769 | 3779 | 3793 | 3797 | 3803 | 3821 | 3823 | 3833 | 3847 | 3851 | 3853 | 3863 | 3877 | 3881 | 3889 | 3907 |
| 541–560  | 3911 | 3917 | 3919 | 3923 | 3929 | 3931 | 3943 | 3947 | 3967 | 3989 | 4001 | 4003 | 4007 | 4013 | 4019 | 4021 | 4027 | 4049 | 4051 | 4057 |
| 561–580  | 4073 | 4079 | 4091 | 4093 | 4099 | 4111 | 4127 | 4129 | 4133 | 4139 | 4153 | 4157 | 4159 | 4177 | 4201 | 4211 | 4217 | 4219 | 4229 | 4231 |
| 581–600  | 4241 | 4243 | 4253 | 4259 | 4261 | 4271 | 4273 | 4283 | 4289 | 4297 | 4327 | 4337 | 4339 | 4349 | 4357 | 4363 | 4373 | 4391 | 4397 | 4409 |
| 601–620  | 4421 | 4423 | 4441 | 4447 | 4451 | 4457 | 4463 | 4481 | 4483 | 4493 | 4507 | 4513 | 4517 | 4519 | 4523 | 4547 | 4549 | 4561 | 4567 | 4583 |
| 621–640  | 4591 | 4597 | 4603 | 4621 | 4637 | 4639 | 4643 | 4649 | 4651 | 4657 | 4663 | 4673 | 4679 | 4691 | 4703 | 4721 | 4723 | 4729 | 4733 | 4751 |
| 641–660  | 4759 | 4783 | 4787 | 4789 | 4793 | 4799 | 4801 | 4813 | 4817 | 4831 | 4861 | 4871 | 4877 | 4889 | 4903 | 4909 | 4919 | 4931 | 4933 | 4937 |
| 661–680  | 4943 | 4951 | 4957 | 4967 | 4969 | 4973 | 4987 | 4993 | 4999 | 5003 | 5009 | 5011 | 5021 | 5023 | 5039 | 5051 | 5059 | 5077 | 5081 | 5087 |
| 681–700  | 5099 | 5101 | 5107 | 5113 | 5119 | 5147 | 5153 | 5167 | 5171 | 5179 | 5189 | 5197 | 5209 | 5227 | 5231 | 5233 | 5237 | 5261 | 5273 | 5279 |
| 701–720  | 5281 | 5297 | 5303 | 5309 | 5323 | 5333 | 5347 | 5351 | 5381 | 5387 | 5393 | 5399 | 5407 | 5413 | 5417 | 5419 | 5431 | 5437 | 5441 | 5443 |
| 721–740  | 5449 | 5471 | 5477 | 5479 | 5483 | 5501 | 5503 | 5507 | 5519 | 5521 | 5527 | 5531 | 5557 | 5563 | 5569 | 5573 | 5581 | 5591 | 5623 | 5639 |
| 741–760  | 5641 | 5647 | 5651 | 5653 | 5657 | 5659 | 5669 | 5683 | 5689 | 5693 | 5701 | 5711 | 5717 | 5737 | 5741 | 5743 | 5749 | 5779 | 5783 | 5791 |
| 761–780  | 5801 | 5807 | 5813 | 5821 | 5827 | 5839 | 5843 | 5849 | 5851 | 5857 | 5861 | 5867 | 5869 | 5879 | 5881 | 5897 | 5903 | 5923 | 5927 | 5939 |
| 781–800  | 5953 | 5981 | 5987 | 6007 | 6011 | 6029 | 6037 | 6043 | 6047 | 6053 | 6067 | 6073 | 6079 | 6089 | 6091 | 6101 | 6113 | 6121 | 6131 | 6133 |
| 801–820  | 6143 | 6151 | 6163 | 6173 | 6197 | 6199 | 6203 | 6211 | 6217 | 6221 | 6229 | 6247 | 6257 | 6263 | 6269 | 6271 | 6277 | 6287 | 6299 | 6301 |
| 821–840  | 6311 | 6317 | 6323 | 6329 | 6337 | 6343 | 6353 | 6359 | 6361 | 6367 | 6373 | 6379 | 6389 | 6397 | 6421 | 6427 | 6449 | 6451 | 6469 | 6473 |
| 841–860  | 6481 | 6491 | 6521 | 6529 | 6547 | 6551 | 6553 | 6563 | 6569 | 6571 | 6577 | 6581 | 6599 | 6607 | 6619 | 6637 | 6653 | 6659 | 6661 | 6673 |
| 861–880  | 6679 | 6689 | 6691 | 6701 | 6703 | 6709 | 6719 | 6733 | 6737 | 6761 | 6763 | 6779 | 6781 | 6791 | 6793 | 6803 | 6823 | 6827 | 6829 | 6833 |
| 881–900  | 6841 | 6857 | 6863 | 6869 | 6871 | 6883 | 6899 | 6907 | 6911 | 6917 | 6947 | 6949 | 6959 | 6961 | 6967 | 6971 | 6977 | 6983 | 6991 | 6997 |
| 901–920  | 7001 | 7013 | 7019 | 7027 | 7039 | 7043 | 7057 | 7069 | 7079 | 7103 | 7109 | 7121 | 7127 | 7129 | 7151 | 7159 | 7177 | 7187 | 7193 | 7207 |
| 921–940  | 7211 | 7213 | 7219 | 7229 | 7237 | 7243 | 7247 | 7253 | 7283 | 7297 | 7307 | 7309 | 7321 | 7331 | 7333 | 7349 | 7351 | 7369 | 7393 | 7411 |
| 941–960  | 7417 | 7433 | 7451 | 7457 | 7459 | 7477 | 7481 | 7487 | 7489 | 7499 | 7507 | 7517 | 7523 | 7529 | 7537 | 7541 | 7547 | 7549 | 7559 | 7561 |
| 961–980  | 7573 | 7577 | 7583 | 7589 | 7591 | 7603 | 7607 | 7621 | 7639 | 7643 | 7649 | 7669 | 7673 | 7681 | 7687 | 7691 | 7699 | 7703 | 7717 | 7723 |
| 981–1000 | 7727 | 7741 | 7753 | 7757 | 7759 | 7789 | 7793 | 7817 | 7823 | 7829 | 7841 | 7853 | 7867 | 7873 | 7877 | 7879 | 7883 | 7901 | 7907 | 7919 |

(A000040 sorozat az OEIS-ben)

## Típus szerint
A következő listák több, névvel illetett prímszámalakot és prímszámtípust tartalmaznak.
A definíciókban n mindig természetes szám (beleértve a 0-t is).

### Additív prímek
Olyan prímszámok, amelyek számjegyei összege is prím.
2; 3; 5; 7; 11; 23; 29; 41; 43; 47; 61; 67; 83; 89; 101; 113; 131; 137; 139

### Aranymetszésprímek
A {\displaystyle p} prímszám aranymetszésprím, ha:
{\displaystyle \left\vert p/c-q\right\vert <k}, ahol {\displaystyle q} pozitív egész és {\displaystyle \left\vert p/c^{2}-r\right\vert <k}, ahol {\displaystyle r} pozitív egész és
{\displaystyle k=0,05} vagy {\displaystyle k=0,01} vagy {\displaystyle k=0,001} és {\displaystyle c={\frac {1+{\sqrt {5}}}{2}}}.
{\displaystyle k=0,05}-re: 13, 47, 89, 131, 157, 191, 199, 233, 419, 479, 487 stb.
{\displaystyle k=0,01}-re: 89, 233, 521, 1453, 1597, 1741, 2029 stb.
{\displaystyle k=0,001}-re: 1597, 3571, 9349, 11933, 15737 stb.

### Bali-Stein-prímpárok
Olyan prímszámpárok, melyeknek 2-es számrendszerbeli alakján elvégezve a XOR műveletet, 2 valamely hatványát kapjuk.
Más szavakkal a két prím különbségének eredménye 2 valamely hatványa.
(2-3); (3-7); (3-11); (3-19); (3-67); (17-19); (19-83); (83-2131); (101-613); (191-2239); (223-479); (577-1601); (719-2767); (839-2887); (1259-3307); (1301-1303); (1511-3559); (1997-2029); (2389-3413)...

### Balogh-prímpárok
Az olyan három egymást követő ikerprímpárt, melyek között csak összetett számok vannak, Balogh-prímpároknak nevezünk.
(3-5;5-7;11-13); (5-7;11-13;17-19); (179-181;191-193;197-199); (3359-3361;3371-3373;3389-3391); (4217-4219;4229-4231;4241-4243); (6761-6763;6779-6781;6791-6793)...

### Bell-prímek
Olyan Bell-számok, amelyek prímek.
2; 5; 877; 27644437; 35742549198872617291353508656626642567; 359334085968622831041960188598043661065388726959079837 (A051131 sorozat az OEIS-ben)

### Biztonságos prímek
Ahol {\displaystyle p} és {\displaystyle {\frac {p-1}{2}}} egyaránt prímek.
5; 7; 11; 23; 47; 59; 83; 107; 167; 179; 227; 263; 347; 359; 383; 467; 479; 503; 563; 587; 719; 839; 863; 887; 983; 1019; 1187; 1283; 1307; 1319; 1367; 1439; 1487; 1523; 1619; 1823; 1907 (A005385 sorozat az OEIS-ben)

### Boldog prímek
Olyan boldog számok, amelyek prímek is.
7; 13; 19; 23; 31; 79; 97; 103; 109; 139; 167; 193; 239; 263; 293; 313; 331; 367; 379; 383; 397; 409; 487; 563; 617; 653; 673; 683; 709; 739; 761; 863; 881; 907; 937; 1009; 1033; 1039; 1093 (A035497 sorozat az OEIS-ben)

### Bölcsföldi-prímek
Definíció:
Egy prímszám (tízes számrendszerben) Bölcsföldi-prím, ha:
- a) minden számjegye 2 vagy 3,
- b) a számjegyek száma prím,
- c) a számjegyek összege prím.

23, 223, 32233, 32323, 33223, 2222333, 2223233, 2232323, 2233223 stb.
Bölcsföldi prime numbers
International Journal of Engineering and Science Invention:
http://www.ijesi.org/v7i8(version-5).html

### Bölcsföldi–Birkás-prímek
Olyan prímszámok, melyeknek:
- a) minden számjegye prím (2, 3, 5 vagy 7),
- b) a számjegyek száma prím,
- c) a számjegyek összege is prím.

23, 223, 227, 337, 353, 373, 557, 577, 733, 757, 773, ...

### Bölcsföldi–Birkás–Bíró monoton prímek
Definíció:
Egy prímszám (tízes számrendszerben) Bölcsföldi–Birkás–Bíró monoton növekvő prím, ha:
- a) a szám számjegyei monoton nőnek,
- b) a számjegyek száma prím,
- c) a számjegyek összege prím.

23, 223, 227, 337, 557, 577, 33377 stb.
Ugyanígy a monoton csökkenő prímek.
http://www.ijlemr.com/current%20issue.html

### Bölcsföldi–Dömötör-prímek
Definíció:
Egy prímszám (tízes számrendszerben) Bölcsföldi–Dömötör-prím, ha:
- a) minden számjegye prím (2, 3, 5 vagy 7),
- b) a számjegyek száma prím,
- c) a számjegyek összege prím.[4]

23, 223, 353, 25253, 25523, 32233, 32323, 33223, 33353 stb.

### Chen-prímek
p prím és p + 2 vagy prím vagy félprím, azaz két prímszám szorzata.
2; 3; 5; 7; 11; 13; 17; 19; 23; 29; 31; 37; 41; 47; 53; 59; 67; 71; 83; 89; 101; 107; 109; 113; 127; 131; 137; 139; 149; 157; 167; 179; 181; 191; 197; 199; 211; 227; 233; 239; 251; 257; 263; 269 (A109611 sorozat az OEIS-ben)

### Csillagprímek
6n(n - 1) + 1 alakú prímszámok.
13; 37; 73; 181; 337; 433; 541; 661; 937; 1093; 2053; 2281; 2521; 3037; 3313; 5581; 5953; 6337; 6733; 7561; 7993; 8893; 10333; 10837; 11353; 12421; 12973; 13537; 15913; 18481 (A083577 sorozat az OEIS-ben)

### Csonkolható prímek

#### Balról csonkolható prímek
Az olyan prímszámot nevezzük balról csonkolhatónak, amelynek (tízes számrendszerben) balról elhagyva a kezdő számjegyeit mindig prímet kapunk.
2; 3; 5; 7; 13; 17; 23; 37; 43; 47; 53; 67; 73; 83; 97; 113; 137; 167; 173; 197; 223; 283; 313; 317; 337; 347; 353; 367; 373; 383; 397; 443; 467; 523; 547; 613; 617; 643; 647; 653; 673; 683 (A024785 sorozat az OEIS-ben)

#### Jobbról csonkolható prímek
Az olyan prímszámot nevezzük jobbról csonkolhatónak, amelynek (tízes számrendszerben) jobbról elhagyva a záró számjegyeit mindig prímet kapunk.
2; 3; 5; 7; 23; 29; 31; 37; 53; 59; 71; 73; 79; 233; 239; 293; 311; 313; 317; 373; 379; 593; 599; 719; 733; 739; 797; 2333; 2339; 2393; 2399; 2939; 3119; 3137; 3733; 3739; 3793; 3797 (A024770 sorozat az OEIS-ben)

### Dupla Mersenne-prímek
Olyan {\displaystyle 2^{2^{p}-1}-1} alakú prím, ahol p is prím.
7; 127; 2147483647; 170141183460469231731687303715884105727
2008 januárjában összesen ezek a dupla Mersenne-prímek ismertek. Figyelem, a dupla Mersenne-prím a Mersenne-prím speciális esete!

### Eisenstein-prímek
Olyan irreducibilis elemek a Eisenstein-egészek körében, amelyeknek az imaginárius része nulla (a számok felírhatók 3n+2 alakban).
2; 5; 11; 17; 23; 29; 41; 47; 53; 59; 71; 83; 89; 101; 107; 113; 131; 137; 149; 167; 173; 179; 191; 197; 227; 233; 239; 251; 257; 263; 269; 281; 293; 311; 317; 347; 353; 359; 383; 389; 401 (A003627 sorozat az OEIS-ben)

### Erdős-prímek
Olyan {\displaystyle p} prímek, melyekre tetszőleges {\displaystyle 1\leq n!<p} esetén {\displaystyle p-n!} nem prím.
Első elemeik: 2; 101; 367; 409; 419; 467

### Euklideszi prímek
Prímek, melyek Eukleidész-féle számok.
2; 3; 7; 31; 211; 2311; 200560490131 (A018239 sorozat az OEIS-ben)

### Faktoriális prímek
n!±1 alakú prímszámok.
2; 3; 5; 7; 23; 719; 5039; 39916801; 479001599; 87178291199; 10888869450418352160768000001; 265252859812191058636308479999999; 263130836933693530167218012159999999; 8683317618811886495518194401279999999 (A088054 sorozat az OEIS-ben)

### Fermat-prímek
Olyan prímek, melyek Fermat-számok, tehát {\displaystyle 2^{2^{n}}+1} alakú prímszámok.
3; 5; 17; 257; 65537 (A019434 sorozat az OEIS-ben)
2016 decemberében csak ezek a Fermat-prímek ismertek.

### Fibonacci-prímek
Prímek a Fibonacci-sorozatban: F0 = 0; F1 = 1;
Fn = Fn-1 + Fn-2.
2; 3; 5; 13; 89; 233; 1597; 28657; 514229; 433494437; 2971215073; 99194853094755497; 1066340417491710595814572169; 19134702400093278081449423917 (A005478 sorozat az OEIS-ben)

### Gauss-prímek
A Gauss-egészek racionális prím elemei (4n + 3 alakú prímek).
3; 7; 11; 19; 23; 31; 43; 47; 59; 67; 71; 79; 83; 103; 107; 127; 131; 139; 151; 163; 167; 179; 191; 199; 211; 223; 227; 239; 251; 263; 271; 283; 307; 311; 331; 347; 359; 367; 379; 383; 419; 431; 439; 443; 463; 467; 479; 487; 491; 499; 503 (A002145 sorozat az OEIS-ben)

### Genocchi-prímek
Az egyetlen pozitív Genocchi-prím a 17.

### Ikerprímek
(p; p + 2) prím párok.
(3; 5); (5; 7); (11; 13); (17; 19); (29; 31); (41; 43); (59; 61); (71; 73); (101; 103); (107; 109); (137; 139); (149; 151); (179; 181); (191; 193); (197; 199); (227; 229); (239; 241); (269; 271); (281; 283); (311; 313); (347; 349); (419; 421); (431; 433); (461; 463); (521;523); (569;571); (A001359 sorozat az OEIS-ben); (A006512 sorozat az OEIS-ben)

### Kiegyensúlyozott prímek
Olyan prímszámok, melyek azonos távolságra vannak a két szomszédos prímtől.
5; 53; 157; 173; 211; 257; 263; 373; 563; 593; 607; 653; 733; 947; 977; 1103; 1123; 1187; 1223; 1367; 1511; 1747; 1753; 1907; 2287; 2417; 2677; 2903; 2963; 3307; 3313; 3637; 3733 (A006562 sorozat az OEIS-ben)

### Középpontos sokszögprímek
Prímek, melyek középpontos sokszögszámok.

#### Középpontos háromszögprímek
Prímek, melyek középpontos háromszögszámok.
Alakjuk: (3n2 + 3n + 2) / 2.
19; 31; 109; 199; 409; 571; 631; 829; 1489; 1999; 2341; 2971; 3529; 4621; 4789; 7039; 7669; 8779; 9721; 10459; 10711; 13681; 14851; 16069; 16381; 17659; 20011; 20359; 23251 (A125602 sorozat az OEIS-ben)

#### Középpontos négyszögprímek
Prímek, melyek középpontos négyszögszámok.
Alakjuk: {\displaystyle n^{2}+(n+1)^{2}}.
5; 13; 41; 61; 113; 181; 313; 421; 613; 761; 1013; 1201; 1301; 1741; 1861; 2113; 2381; 2521; 3121; 3613; 4513; 5101; 7321; 8581; 9661; 9941; 10513; 12641; 13613; 14281; 14621 (A027862 sorozat az OEIS-ben)

#### Középpontos hatszögprímek
Prímek, melyek középpontos hatszögszámok.
Alakjuk: (7n2 ‒ 7n + 2) / 2.
43; 71; 197; 463; 547; 953; 1471; 1933; 2647; 2843; 3697; 4663; 5741; 8233; 9283; 10781; 11173; 12391; 14561; 18397; 20483; 29303; 29947; 34651; 37493; 41203; 46691 (A069099 sorozat az OEIS-ben)

#### Középpontos tízszögprímek
Prímek, melyek középpontos tízszögszámok.
Alakjuk: {\displaystyle 5(n^{2}-n)+1}.
11; 31; 61; 101; 151; 211; 281; 661; 911; 1051; 1201; 1361; 1531; 1901; 2311; 2531; 3001; 3251; 3511; 4651; 5281; 6301; 6661; 7411; 9461; 9901; 12251; 13781; 14851; 15401; 18301; 18911; 19531 (A090562 sorozat az OEIS-ben)

### Kubai prímek
Alakjuk: {\displaystyle {\tfrac {x^{3}-y^{3}}{x-y}}}; {\displaystyle x=y+1}:
7; 19; 37; 61; 127; 271; 331; 397; 547; 631; 919; 1657; 1801; 1951; 2269; 2437; 2791; 3169; 3571; 4219; 4447; 5167; 5419; 6211; 7057; 7351; 8269; 9241; 10267; 11719; 12097; 13267; 13669 (A002407 sorozat az OEIS-ben)
Alakjuk:{\displaystyle {\tfrac {x^{3}-y^{3}}{x-y}}}; {\displaystyle x=y+2}:
13; 109; 193; 433; 769; 1201; 1453; 2029; 3469; 3889; 4801; 10093; 12289; 13873; 18253; 20173; 21169; 22189; 28813; 37633; 43201; 47629; 60493; 63949; 65713; 69313 (A002648 sorozat az OEIS-ben)

### Kynea-prímek
{\displaystyle (2^{n}+1)^{2}-2} alakú prímek.
7; 23; 79; 1087; 66047; 263167; 16785407; 1073807359; 17180131327; 68720001023; 4398050705407; 70368760954879; 18014398777917439; 18446744082299486207 (A091514 sorozat az OEIS-ben)

### Leyland-prímek
Leyland-prímek az xy + yx alakban felírható prímek, ahol 1 < x ≤ y.
17; 593; 32993; 2097593; 8589935681; 59604644783353249; 523347633027360537213687137; 43143988327398957279342419750374600193 (A094133 sorozat az OEIS-ben)

### Lucas-prímek
A Lucas-sorozat prím tagjai. A Lucas-sorozat definíciója:
L0 = 2; L1 = 1; Ln = Ln-1 + Ln-2.
Megoszlanak a vélemények arról, hogy az L0 = 2 beleszámít-e a Lucas-számok közé.
(2;) 3; 7; 11; 29; 47; 199; 521; 2207; 3571; 9349; 3010349; 54018521; 370248451; 6643838879; 119218851371; 5600748293801; 688846502588399; 32361122672259149 (A005479 sorozat az OEIS-ben)

### Markov-prímek
Olyan p prímek, amelyekre létezik olyan x és y, amelyekkel {\displaystyle x^{2}+y^{2}+p^{2}=3xyp}.
2; 5; 13; 29; 89; 233; 433; 1597; 2897; 5741; 7561; 28657; 33461; 43261; 96557; 426389; 514229 (A002559 sorozat az OEIS-ben)

### Mersenne-prímek
A 2n ‒ 1 alakú prímszámok. Az első 12 Mersenne-prím:
3; 7; 31; 127; 8191; 131071; 524287; 2147483647; 2305843009213693951; 618970019642690137449562111; 162259276829213363391578010288127; 170141183460469231731687303715884105727 (A000668 sorozat az OEIS-ben)
A 13.-nak és a 14.-nek (tízes számrendszerben) 157 illetve 183 számjegye van.
2018 januárjában összesen 50 Mersenne-prím ismert. Az 50. Mersenne-prím a 277 232 917−1 szám, ez 23 249 425 számjeggyel írható fel a tízes számrendszerben.

### Mills-prímek
A {\displaystyle \lfloor \theta ^{3^{n}}\;\rfloor } alakú prímek, ahol θ a Mills-állandó. Ez a formula minden pozitív n-re prímszámot ad.
2; 11; 1361; 2521008887; 16022236204009818131831320183 (A051254 sorozat az OEIS-ben)

### Mírpszámok
A mírpszámok („prím” visszafelé olvasva, angolul emirp) olyan prímek, melyeknek a decimális számjegyeit visszafelé olvasva is prímet kapunk, és nem palindrom prímek.
13; 17; 31; 37; 71; 73; 79; 97; 107; 113; 149; 157; 167; 179; 199; 311; 337; 347; 359; 389; 701; 709; 733; 739; 743; 751; 761; 769; 907; 937; 941; 953; 967; 971; 983; 991, 1009 (A006567 sorozat az OEIS-ben)

### Motzkin-prímek
2; 127; 15511; 953467954114363 (A092832 sorozat az OEIS-ben)

### Newman-Shanks-Williams-prímek
Olyan Newman-Shanks-Williams-számok, amelyek prímek.
7; 41; 239; 9369319; 63018038201; 489133282872437279; 19175002942688032928599 (A088165 sorozat az OEIS-ben)

### Padovan-prímek
A Padovan-sorozat prím tagjai.
P(0) = P(1) = P(2) = 1; P(n) = P(n - 2)+P(n - 3)
2; 3; 5; 7; 37; 151; 3329; 23833; 13091204281; 3093215881333057; 1363005552434666078217421284621279933627102780881053358473 (A100891 sorozat az OEIS-ben)

### Palindrom-prímek
Olyan prímek, amelyeknek decimális számjegyei palindromát alkotnak, azaz balról jobbra és jobbról balra olvasva ugyanazt a számot adják:
2; 3; 5; 7; 11; 101; 131; 151; 181; 191; 313; 353; 373; 383; 727; 757; 787; 797; 919; 929; 10301; 10501; 10601; 11311; 11411; 12421; 12721; 12821; 13331; 13831; 13931; 14341; 14741 (A002385 sorozat az OEIS-ben)

### Páros prímek
2n alakú prímszám csak egy van, a 2.

### Páratlan prímek
Páratlan prímek, tehát a 2 kivételével minden prím.

### Pell-prímek
A Pell-sorozat prím tagjai.
P0 = 0; P1 = 1; Pn = 2Pn-1 + Pn-2.
2; 5; 29; 5741; 33461; 44560482149; 1746860020068409; 68480406462161287469; 13558774610046711780701; 4125636888562548868221559797461449 (A086383 sorozat az OEIS-ben)

### Permutálható prímek
Olyan prím, ahol a (tízes számrendszerben vett) számjegyek minden permutációja prímet ad.
2; 3; 5; 7; 11; 13; 17; 31; 37; 71; 73; 79; 97; 113; 131; 199; 311; 337; 373; 733; 919; 991; 1111111111111111111; 11111111111111111111111 (A003459 sorozat az OEIS-ben)
Sejtés, hogy minden további permutálható prím is csak 1-es számjegyekből áll.

### Perrin-prímek
A Perrin-sorozat prím tagjai:
P(0) = 3; P(1) = 0; P(2) = 2; P(n) = P(n ‒ 2) + P(n ‒ 3)
2; 3; 5; 7; 17; 29; 277; 367; 853; 14197; 43721; 1442968193; 792606555396977; 187278659180417234321; 66241160488780141071579864797 (A074788 sorozat az OEIS-ben)

### Pierpont-prímek
A {\displaystyle 2^{u}3^{v}+1} alakú prímek u, v ≥ 0 egész számokra.
2; 3; 5; 7; 13; 17; 19; 37; 73; 97; 109; 163; 193; 257; 433; 487; 577; 769; 1153; 1297; 1459; 2593; 2917; 3457; 3889; 10369; 12289; 17497; 18433; 39367; 52489; 65537; 139969; 147457 (A005109 sorozat az OEIS-ben)

### Pillai-prímek
23; 29; 59; 61; 67; 71; 79; 83; 109; 137; 139; 149; 193; 227; 233; 239; 251; 257; 269; 271; 277; 293; 307; 311; 317; 359; 379; 383; 389; 397; 401; 419; 431; 449; 461; 463; 467; 479; 499 (A063980 sorozat az OEIS-ben)

### Pitagorasz-prímek
4n + 1 alakú prímek.
5; 13; 17; 29; 37; 41; 53; 61; 73; 89; 97; 101; 109; 113; 137; 149; 157; 173; 181; 193; 197; 229; 233; 241; 257; 269; 277; 281; 293; 313; 317; 337; 349; 353; 373; 389; 397; 401; 409; 421; 433; 449 (A002144 sorozat az OEIS-ben)
Ezen prímek felírhatók 2 négyzetszám összegeként.

### Prím-n-esek

#### Prímhármasok
(p; p+2; p+6) vagy (p; p+4; p+6) rendezett hármasok, ahol mind a három szám prím.
(5; 7; 11); (7; 11; 13); (11; 13; 17); (13; 17; 19); (17; 19; 23); (37; 41; 43); (41; 43; 47); (67; 71; 73); (97; 101; 103); (101; 103; 107); (103; 107; 109); (107; 109; 113); (191; 193; 197); (193; 197; 199); (223; 227; 229); (227; 229; 233); (277; 281; 283); (307; 311; 313); (311; 313; 317); (347; 349; 353) ((A007529 sorozat az OEIS-ben); (A098414 sorozat az OEIS-ben); (A098415 sorozat az OEIS-ben))

#### Prímnégyesek
(p; p+2; p+6; p+8) rendezett négyesek, ahol mind a négy szám prím.
(5; 7; 11; 13); (11; 13; 17; 19); (101; 103; 107; 109); (191; 193; 197; 199); (821; 823; 827; 829); (1481; 1483; 1487; 1489); (1871; 1873; 1877; 1879); (2081; 2083; 2087; 2089); (3251; 3253; 3257; 3259); (3461; 3463; 3467; 3469); (5651; 5653; 5657; 5659); (9431; 9433; 9437; 9439) ((A007530 sorozat az OEIS-ben); (A136720 sorozat az OEIS-ben); (A136721 sorozat az OEIS-ben); (A090258 sorozat az OEIS-ben))

### Proth-prímek
k · 2n + 1 alakú prímek, ahol k páratlan és k < 2n
3; 5; 13; 17; 41; 97; 113; 193; 241; 257; 353; 449; 577; 641; 673; 769; 929; 1153; 1217; 1409; 1601; 2113; 2689; 2753; 3137; 3329; 3457; 4481; 4993; 6529; 7297; 7681; 7937; 9473; 9601; 9857 (A080076 sorozat az OEIS-ben)

### Ramanujan-számok
Adott n számra a Ramanujan-szám (Rn) a legkisebb olyan szám, amelyre legalább n prím található az x/2 és x számok között minden x ≥ Rn számra.
2; 11; 17; 29; 41; 47; 59; 67; 71; 97; 101; 107; 127; 149; 151; 167; 179; 181; 227; 229; 233; 239; 241; 263; 269; 281; 307; 311; 347; 349; 367; 373; 401; 409; 419; 431; 433; 439; 461; 487; 491 (A104272 sorozat az OEIS-ben)

### Repunit-prímek
Olyan prímek, amelyek (tízes számrendszerben) csak az 1-es számjegyet tartalmazzák.
11; 1111111111111111111; 11111111111111111111111 (A004022 sorozat az OEIS-ben)
A következőnek 317, az azt követőnek pedig 1031 számjegye van.

### Smarandache-Wellin-prímek
Az első n prímszám decimális reprezentációjának (leírásának) konkatenációjával (egymás után fűzésével) keletkező prím.
2; 23; 2357 (A069151 sorozat az OEIS-ben)
A negyedik Smarandache-Wellin-prím az első 128 prímszám konkatenációja, így 719-re végződik.

### Sophie Germain-prímek
Ahol p és 2p + 1 egyaránt prím.
2; 3; 5; 11; 23; 29; 41; 53; 83; 89; 113; 131; 173; 179; 191; 233; 239; 251; 281; 293; 359; 419; 431; 443; 491; 509; 593; 641; 653; 659; 683; 719; 743; 761; 809; 911; 953 (A005384 sorozat az OEIS-ben)

### Stern-prímek
Olyan prímek, amelyek nem állnak elő egy kisebb prím és egy négyzetszám kétszeresének összegeként.
2; 3; 17; 137; 227; 977; 1187; 1493 (A042978 sorozat az OEIS-ben)
2008 januárjában csak ezek a Stern-prímek ismertek.

### Szexi prímek
Olyan prímek, ahol p és p + 6 egyaránt prímek. Az elnevezés a latin sex szóból származik, ami 6-ot jelent.
(5,11); (7,13); (11,17); (13,19); (17,23); (23,29); (31,37); (37,43); (41,47); (47,53); (53,59); (61,67); (67,73); (73,79); (83,89); (97,103); (101,107); (103,109); (107,113); (131,137); (151,157); (157,163); (167,173); (173,179); (191,197); (193,199) (A023201 sorozat az OEIS-ben); (A046117 sorozat az OEIS-ben)

### Szuper prímek
Olyan prímek, amelyeknek a prímszámok sorozatában vett indexe is prímszám. Tehát például a 2., a 3., az 5. prímszám.
3; 5; 11; 17; 31; 41; 59; 67; 83; 109; 127; 157; 179; 191; 211; 241; 277; 283; 331; 353; 367; 401; 431; 461; 509; 547; 563; 587; 599; 617; 709; 739; 773; 797; 859; 877; 919; 967; 991 (A006450 sorozat az OEIS-ben)

### Szuperszinguláris prímek
Pontosan 15 darab szuperszinguláris prímről tudunk.
2; 3; 5; 7; 11; 13; 17; 19; 23; 29; 31; 41; 47; 59; 71 (A002267 sorozat az OEIS-ben)

### Szimmetrikus prímek
Definíció:
Egy prímszám (tízes számrendszerben) szimmetrikus prím, ha:
- a) minden számjegye prím,
- b) számjegyeinek száma prím,
- c) számjegyeinek összege prím,
- d) a szám középpontosan szimmetrikus a középső számjegyre.

353, 373, 757, 32323, 33533, 35353, 35753, 75557, 77377 stb.
International Organisation of Scientific Research: "Symmetrical Prime Numbers" 2019-01–20
https://web.archive.org/web/20170613172808/http://iosrjournals.org/iosr-jpte/pages/v6-i1.html

### Teljes prímek
Definíció:
Egy prímszám (tízes számrendszerben) teljes prím, ha:
- a) minden számjegye prím,
- b) számjegyeinek száma is prím.

23, 37, 53, 73,
223, 227, 233, 257, 277, 337, 353, 373, 523, 557, 577, 727, 733, 757, 773 stb.
Bölcsföldi-Birkás-Ferenczi prime numbers (Full prime numbers)
International Journal  of Mathematics and Statistics Invention:
http://www.ijmsi.org/Papers/Volume.5.Issue.2/B05020407.pdf
és ELTE, ANNALES ... COMPUTATORICA, évkönyv, 2015 pp 221–226: VOLLPRIMZAHLENMENGE

### Thabit-prímek
3 · 2n - 1 alakú prímszámok.
2; 5; 11; 23; 47; 191; 383; 6143; 786431; 51539607551; 824633720831; 26388279066623; 108086391056891903; 55340232221128654847; 226673591177742970257407 (A007505 sorozat az OEIS-ben)

### Többrészes prímek
Definíció:
Négyrészes prímek:
Egy prímszám (tízes számrendszerben) négyrészes prím, ha:
- a) a számjegyek száma 4k, ahol k ≥ 1 egész,
- b) négy egyenlő hosszú részre osztva a számot, mindegyik rész is prím.

2237, 2273, 2333, 2357, 2377, 2557, 2777 stb.
Ugyanígy értelmezhetők az ötrészes, hatrészes, n-részes prímek.
http://www.ijlera.com/current-issue.html
Bölcsföldi-Birkás-Ács-Bereznainé Sepetyuk Nóra-Szegedi Marcell:
"More parts prime numbers"

### Ulam-prímek
Olyan Ulam-számok, amelyek prímek.
2; 3; 11; 13; 47; 53; 97; 131; 197; 241; 409; 431; 607; 673; 739; 751; 983; 991; 1103; 1433; 1489; 1531; 1553; 1709; 1721; 2371; 2393; 2447; 2633; 2789; 2833; 2897 (A068820 sorozat az OEIS-ben)

### Unokatestvér prímek
Olyan prímszám-párok, amelyek különbsége 4.
(p; p + 4) alakú prímszám párok.
(3; 7; 11); (13; 17); (19; 23); (37; 41); (43; 47); (67; 71); (79; 83); (97; 101); (103; 107); (109; 113); (127; 131); (163; 167); (193; 197); (223; 227); (229; 233); (277; 281) (A023200 sorozat az OEIS-ben); (A046132 sorozat az OEIS-ben)

### Wagstaff-prímek
(2n + 1) / 3 alakú prímszámok.
3; 11; 43; 683; 2731; 43691; 174763; 2796203; 715827883; 2932031007403; 768614336404564651; 201487636602438195784363; 845100400152152934331135470251; 56713727820156410577229101238628035243 (A000979 sorozat az OEIS-ben)
A hozzájuk tartozó n értékek a következők:
3; 5; 7; 11; 13; 17; 19; 23; 31; 43; 61; 79; 101; 127; 167; 191; 199; 313; 347; 701; 1709; 2617; 3539; 5807; 10501; 10691; 11279; 12391; 14479; 42737; 83339; 95369; 117239; 127031; 138937; 141079; 267017; 269987; 374321 (A000978 sorozat az OEIS-ben)

### Wedderburn-Etherington-prímek
Olyan Wedderburn-Etherington-számok, amelyek prímek.
2; 3; 11; 23; 983; 2179; 24631; 3626149; 253450711; 596572387 (A001190 sorozat az OEIS-ben)

### Wieferich-prímek
Olyan prímek, amelyekre p2 osztja a 2p ‒ 1 ‒ 1 számot.
1093; 3511 (A001220 sorozat az OEIS-ben)
2016 decemberében csak ezek a Wieferich-prímek ismertek.

### Wilson-prímek
Olyan p prímszámok, amelyekre p2 osztja a (p ‒ 1)! + 1 számot.
5; 13; 563 (A007540 sorozat az OEIS-ben)
2008 januárjában csak ezek a Wilson-prímek ismertek.

### Wolstenholme-prímek
Olyan p prímek, amelyekre fennáll az alábbi kongruencia:
{\displaystyle {{2p-1} \choose {p-1}}\equiv 1{\pmod {p^{4}}}}.
16843; 2124679 (A088164 sorozat az OEIS-ben)
2008 januárjában csak ezek a Wolstenholme-prímek ismertek.

### Woodall-prímek
n · 2n ‒ 1 alakú prímszámok.
7; 23; 383; 32212254719; 2833419889721787128217599; 195845982777569926302400511; 4776913109852041418248056622882488319 (A050918 sorozat az OEIS-ben)